# Golet v údolí (film)
Golet v údolí je film z roku 1995 na motivy stejnojmenného povídkového souboru českého spisovatele Ivana Olbrachta z roku 1937. Natočil ho režisér Zeno Dostál. Hlavní roli v něm sehrál herec Ondřej Vetchý.

## Obsazení
- Ondřej Vetchý jako Bajnyš Zisovič
- Jan Hartl jako Pinches Jakubovič
- Jiří Ornest jako Mojše Kahan
- Mahulena Bočanová jako Brana Jakubičová
- Yvetta Blanarovičová jako Rojza Zisovičová